# Готски рат (377—382)
Готски рат 377—382 је рат између Гота и Римског царства на Балкану при крају 4. века. Рат, а посебно битка код Хадријанопоља, представљао је прекретницу у историји Западног римског царства. То је била прва у низу варварских инвазија које ће срушити Западно римско царство.

## Увод
У лето и јесен 376. десетине хиљада Гота и других племена стигло је на дунавску границу Римског царства. Тражили су од цара Валенса да их заштити од Хуна.
Године 376. Визиготи, бежећи пред хунском навалом, затражили су дозволу од Валенса да пређу Дунав и да се населе на римској територији где би били ван домашаја Хуна. Валенс је Фритигерновим присталицама дао дозволу да се населе у провинцији Мезији. Обећао им је да ће бити третирани као римски грађани ако буду служили као војска Римском царству. Валенс им је такође обећао земљу за обрађивање, храну и заштиту римске војске. Примањем Гота на територије царства Валенс је очекивао да ће тиме повећати војску, а и да ће повећати број пореских обвезника. Међутим није свим Готима одобрено да пређу Дунав. Слаби, стари и болесни су остали на другој обали реке беспомоћни пред Хунима. Они који су прешли требало је да предају оружје, али многи римски војници су прихватали мито да допусте Готима да пређу са оружјем.

## Побуна због тешког понижавања и изгладњивања Гота
Међу Готима је убрзо избила глад. Римљани нису могли да их снабдевају нити храном, а нису им ни давали обећану земљу. Готи су били смештени у привременом простору окруженом римским гарнизоном. Хране је било довољно само за римски гарнизон, тако да су они оставили Готе да скапавају од глади. Корумпирани римски заповедници су им понудили алтернативан начин да дођу до хране.
Кад се Фритигерн жалио цару Валенсу речено му је да могу наћи храну и трговати у удаљеном граду Маркијанопољу. Готи нису имали избора, те су кренули ка југу, губећи болесне и старије путем. Кад су стигли у Маркијанопољ, градски војни гарнизон их је спречио да уђу у град. Римљани су чак безуспешно покушали да убију готске вође. Тада је избила отворена побуна.
У првим сукобима са римском војском Фритигерн је умало избегао смрт код Маркијанопоља на Дунаву 377. године. Криза се наставила до 378. и 9. августа Фритигерн се осветио за пораз који су Римљани нанели његовом народу у бици код Ниша (лат. Naissus) 109 година раније, потукавши до ногу римске трупе у бици код Хадријанопоља. По Амијану Марцелину, Фритигерн је већ у периоду пре битке био један од најутицајнијих међу готским поглаварима.
Готи су остатак 376. и почетак 377. провели близу Дунава пљачкајући храну у оближњим подручјима. Римски гарнизони су успели да одбране изоловане тврђаве, али већина земље је била изложена готским пљачкањима.

## Рат
Рат је почео у зиму 377. и трајао 6 година, све до 382. Преостали Готи су кренули јужно од Дунава до Маркијанопоља, да би се појавили код Хадријанопоља. Римљани су послали војску коју је предводио сам цар Валенс. У бици код Хадријанопоља 378, у којој је погинуо и сам цар Валенс, Готи су нанели тежак пораз римској војсци. Римљани су имали око 15.000 мртвих. После те победе Готи су готово без отпора пљачкали дуж Тракије током 378. године. Следеће 379. Готи су наишли само на слаб отпор римских трупа те су кренули ка северозападу у Дакију, пљачкајући ту провинцију.
Остроготи су кренули у Панонију, где их је поразио западни цар Грацијан. Визиготи под Фритигерновим вођством су кренули ка југоистоку до Македоније, где су им градови плаћали данак за своју слободу.

## Последице
Готи су у рату убили цара, уништили целу једну римску армију, пљачкали дуж целог римског Балкана. Велики део Балкана се од тих пљачки и разарања није опоравио. Римско царство је по први пут закључивало мировни споразум са самосталним варварским племеном унутар граница царства, што је било дотад незамисливо.